# نوبوهیسا اوراتا
نوبوهیسا اوراتا (انگلیسی: Nobuhisa Urata؛ زادهٔ ۱۳ سپتامبر ۱۹۸۹) بازیکن فوتبال اهل ژاپن است.
از باشگاه‌هایی که در آن بازی کرده‌است می‌توان به باشگاه فوتبال یوکوهاما مارینوس و باشگاه فوتبال ساگان توسو اشاره کرد.